# Kim Mi-čong (1978)
Kim Mi-čong (* 1. srpna 1978) je bývalá korejská zápasnice-judistka.

## Sportovní kariéra
Po vstupu mezi seniorky v roce 1998 se v jihokorejské reprezentaci složitě prosazovala. V roce 2004 však nečekaně uspěla při červnové jihokorejské olympijské nominaci na olympijské hry v Athénách na úkor tehdejší jedničky ve střední váze do 70 kg Pä Un-hje. Do Athén si však formu nepřivezla a vypadla v úvodním kole s Belgičankou Catherine Jacquesovou na yuko. Sportovní kariéru ukončila v roce 2008.

## Výsledky
| Turnaj            | 2001         | 2002         | 2003         | 2004         | 2005         | 2006         | 2007         |
| Turnaj            | 23           | 24           | 25           | 26           | 27           | 28           | 29           |
| Turnaj            | střední váha | střední váha | střední váha | střední váha | střední váha | střední váha | střední váha |
| ----------------- | ------------ | ------------ | ------------ | ------------ | ------------ | ------------ | ------------ |
| Olympijské hry    |              |              |              | úč.          |              |              |              |
| Mistrovství světa | 7.           |              | —            |              | —            |              | úč.          |
| Asijské hry       |              | —            |              |              |              | —            |              |
| Mistrovství Asie  | —            |              | —            | 3.           | —            |              | 3.           |
| Univerziáda       | 5.           |              | —            |              |              |              |              |
| Akademické MS     |              | —            |              | —            |              | —            |              |